# نينا هولدن
نينا هولدن عالمة رياضيات نرويجية مهتمة بنظرية الاحتمالات والعمليات التصادفية، بما في ذلك الجرافونات، والخرائط المستوية العشوائية، وتطور شرام لوينر، وتطبيقاتها في الجاذبية الكمية. وهي مبتدئة في الزمالة في المعهد الفدرالي السويسري للتكنولوجيا في زيورخ، وحصلت على منصب أستاذ مشارك في معهد كورانت لعلوم الرياضيات بجامعة نيويورك بدءًا من عام 2021.

## التعليم
كانت نينا طالبة في مدرسة بيرغ الثانوية في أوسلو، النرويج ، وأصبحت هولدن أول امرأة تفوز بمسابقة أبيل، أولمبياد الرياضيات الوطني النرويجي. شاركت في عام 2005 في الأولمبياد الدولي للرياضيات، حيث نالت تشريفًا بإحدى أعلى نتيجتين في الفريق النرويجي.
أصبحت نينا هولدن طالبة في جامعة أوسلو في النرويج، حيث حصلت على درجة البكالوريوس في الرياضيات والعلوم الحاسوبية في عام 2008 ودرجة الماجستير في الرياضيات التطبيقية في عام 2010. بينما كانت طالبة في أوسلو، زارت أيضًا جامعة أكسفورد منذ عام 2006 إلى عام 2007.
بعد ثلاث سنوات من عملها كمحلل سوق الطاقة، ذهبت إلى معهد ماساتشوستس للتكنولوجيا من أجل الدراسات العليا، وأكملت درجة الدكتوراه. هناك في عام 2018. أشرف سكوت شيفيلد على أطروحتها بعنوان "Cardy embedding of random planar maps and a KPZ formula for mated trees".

## تكريم
بالإشتراك مع جوائز أعظم الإكتشافات العلمية لعام 2021، مُنحت هولدن واحدة من ثلاث جوائز 2021 أعظم إكتشافات الرياضيات، لإنجازاتها في بداية مسيرتها كعالمة رياضيات.

## وصلات خارجية
- صفحتها الرئيسية
- منشوراتها في جوجل أكاديمي